# Église Saint-Paul de Bagneux
Pour les articles homonymes, voir Église Saint-Paul.
L'église Saint-Paul est une église située à Bagneux, en France.

## Localisation
L'église est située sur la commune de Bagneux, dans le département français de l'Allier.

## Historique
L'édifice est inscrit au titre des monuments historiques en 1926.

### Liens
- Ressources relatives à la religion :   - Clochers de France
  - Observatoire du patrimoine religieux
- Ressource relative à l'architecture :   - Mérimée